# Ligne de tramway 63 (SNCV Groupe de Charleroi)
 (janvier 2022).
 (mars 2021).
La mise en forme du texte ne suit pas les recommandations de Wikipédia : il faut le « wikifier ».
Les points d'amélioration suivants sont les cas les plus fréquents. Le détail des points à revoir est peut-être précisé sur la page de discussion.
- Les titres sont pré-formatés par le logiciel. Ils ne sont ni en capitales, ni en gras.
- Le texte ne doit pas être écrit en capitales (les noms de famille non plus), ni en gras, ni en italique, ni en « petit »…
- Le gras n'est utilisé que pour surligner le titre de l'article dans l'introduction, une seule fois.
- L'italique est rarement utilisé : mots en langue étrangère, titres d'œuvres, noms de bateaux, etc.
- Les citations ne sont pas en italique mais en corps de texte normal. Elles sont entourées par des guillemets français : « et ».
- Les listes à puces sont à éviter, des paragraphes rédigés étant largement préférés. Les tableaux sont à réserver à la présentation de données structurées (résultats, etc.).
- Les appels de note de bas de page (petits chiffres en exposant, introduits par l'outil «  Source ») sont à placer entre la fin de phrase et le point final[comme ça].
- Les liens internes (vers d'autres articles de Wikipédia) sont à choisir avec parcimonie. Créez des liens vers des articles approfondissant le sujet. Les termes génériques sans rapport avec le sujet sont à éviter, ainsi que les répétitions de liens vers un même terme.
- Les liens externes sont à placer uniquement dans une section « Liens externes », à la fin de l'article. Ces liens sont à choisir avec parcimonie suivant les règles définies. Si un lien sert de source à l'article, son insertion dans le texte est à faire par les notes de bas de page.
- La présentation des références doit suivre les conventions bibliographiques. Il est recommandé d'utiliser les modèles {{Ouvrage}}, {{Chapitre}}, {{Article}}, {{Lien web}} et/ou {{Bibliographie}}. Le mode d'édition visuel peut mettre en forme automatiquement les références.
- Insérer une infobox (cadre d'informations à droite) n'est pas obligatoire pour parachever la mise en page.

Pour une aide détaillée, merci de consulter Aide:Wikification.
Si vous pensez que ces points ont été résolus, vous pouvez retirer ce bandeau et améliorer la mise en forme d'un autre article.
La ligne 63 est une ancienne ligne du tramway vicinal de Charleroi de la Société nationale des chemins de fer vicinaux (SNCV) qui reliait Charleroi à Fontaine-l'Évêque entre 1952 et 1986.

## Histoire
Indices : 59/63 → 63
10 novembre 1952 : mise en service en traction électrique sous l'indice 59/63 entre Charleroi Sud et Fontaine-l'Évêque Rue de Leernes, 63 vers Fontaine-l'Évêque, 59 vers Charleroi; exploitation par la SNCV (voir section ci-dessus).
28 mai 1961 : terminus reporté de Charleroi Sud à Mont-sur-Marchienne Point du Jour par l'itinéraire de la ligne 54/55.
1er mars 1968 : terminus reporté de Mont-sur-Marchienne Point du Jour à Charleroi Sud.
8 août 1968 : terminus reporté de Charleroi Sud à Charleroi Prison.
1974 : suppression de l'indice 59, service 63 dans les deux sens.
22 juin 1976 : déviation par la section Sud - Villette du métro léger, terminus reporté de la Prison à Charleroi Sud.
30 juin 1980 : déviation par la section Villette - Piges du métro léger.
mai-novembre 1981 : travaux de reconstruction de la ligne en parallèle de la ligne 112 à Forchies, service de remplacement par bus entre Souvret Stocquy - Fontaine-l'Évêque Rue de Leernes.
31 octobre 1986 : suppression.

## Exploitation

### Horaires
Tableaux : 908 (1958), tableau partagé avec les lignes 41 Charleroi - Trazegnies, 61/64 (boucle de Souvret), 62 Charleroi - Gosselies et la ligne d'autobus 160 Charleroi - Marbais.

## Matériel roulant
- PCC ;
- type S, SM et SJ.